# Apocynine
L'apocynine, acétovanillone, ou encore 4-hydroxy-3-méthoxyacétophénone est un composé aromatique de formule C9H10O3. Elle est constituée d'un cycle de benzène substitué par un groupe acétyle (-COCH3), un groupe méthoxyle (-OCH3) et un groupe hydroxyle. Sa structure dérive de celle du gaïacol (2-méthoxyphénol), de l'acétophénone ou encore de la vanilline.
Elle a été isolée d'une grande variété de plantes et a fait l'objet de nombreuses études depuis les années 1990 quant à ses propriétés pharmacologiques éventuelles. Du fait de son histoire, on a plus tendance en pharmacologie à la désigner sous le nom d'« apocynine » alors qu'en chimie on utilise plus volontiers le terme « acétovanillone ».

## Historique

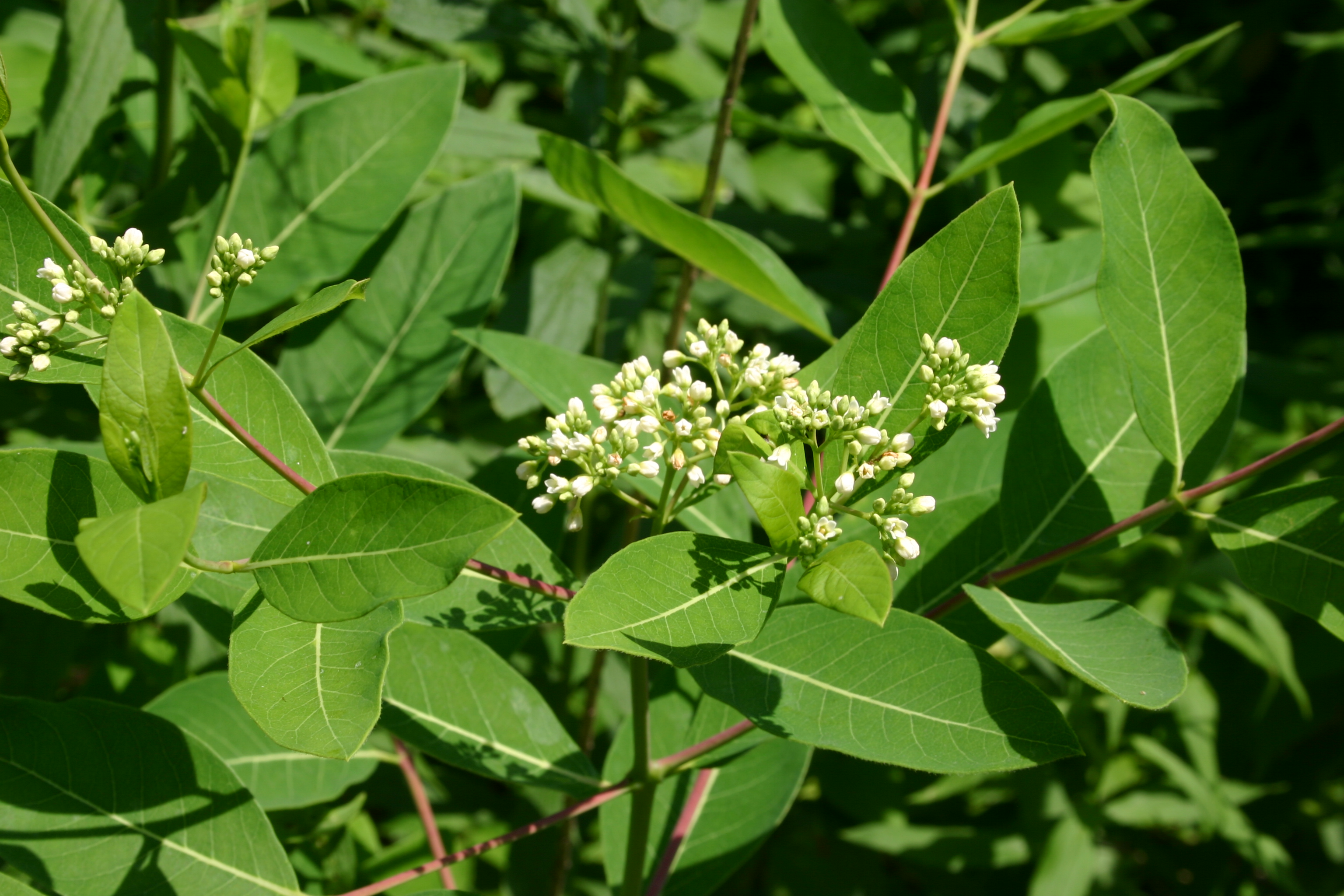
Chanvre indien (Apocynum cannabinum)

L'apocynine est décrite pour la première fois en 1883 par le pharmacien allemand Oswald Schmiedeberg, puis isolée par Horace Finnemore à partir des racines de chanvre indien (Apocynum cannabinum), une plante connue à l'époque pour son efficacité contre les œdèmes et les problèmes cardiaques.
En 1891, Ferdinand Tiemann publie ses travaux sur l'isolation d'une molécule qu'il nomme « acétovanillone », car « l'acétovanillone est à la vanilline ce que l'acétophénone est au benzaldéhyde. En tenant compte de cette analogie, j'ai appelé ce composé acétovanillone, et ses dérivés de la même façon ». Erich Neitzel qui poursuivra ces travaux gardera cette analogie dans le nom des molécules similaires. Il appellera par exemple la 3,4-diméthoxyacétophénone  dérivée du vératraldéhyde « acétovératrone »,  ou la 3,4-dihydroxyacétophénone dérivée du protocatéchualdéhyde « acétoprotocatéchone »,.
|                |                                                |                      |                                                     |
| benzaldéhyde   | acétophénone                                   | vanilline            | « acétovanillone » (apocynine)                      |
|                |                                                |                      |                                                     |
| vératraldéhyde | « acétovératrone » (3,4-diméthoxyacétophénone) | protocatéchualdéhyde | « acétoprotocatéchone » (3,4-dihydroxyacétophénone) |

Th. Otto décrit alors une méthode de synthèse par réaction du gaïacol avec l'acide acétique glacial en présence de chlorure de zinc et de chlorure d'aluminium :
En 1908, Finnemore revient sur l'isolation de l'apocynine, améliorant le procédé et son rendement. Il démontre enfin que l'apocynine et l'acétovanillone synthétisée par Otto en 1891 sont en fait la même substance.
En 1971, l'apocynine est isolée de Picrorhiza kurroa, une petite plante poussant à haute altitude dans l'Himalaya occidental. P. kurroa était utilisée en médecine traditionnelle pour les problèmes de foie, de cœur, la jaunisse et l'asthme. En 1990, Simons et al. l'isolent à un niveau suffisant pour l'étudier pharmacologiquement. Ils démontrent d'abord in vitro son activité inhibitrice de l'anion superoxyde (O2.-) puis étudient ses potentiels effets antiarthritiques chez le rat.
Depuis lors, l'apocynine fait l'objet de nombreuses recherches quant à ses propriétés anti-inflammatoires, dans le traitement des affections du système respiratoire (ischémie-reperfusion pulmonaire, asthme), du système cardiovasculaire (athérosclérose,, hypertension,) ou ses éventuelles propriétés neuroprotectives,,.

## Propriétés
L'acétovanillone est un solide cristallin jaune, avec une très légère odeur de vanille, soluble dans l'eau chaude, l'éthanol, l'éther, le chloroforme et le benzène. Elle fond vers 112 à 115 °C et bout vers 295 à 300 °C à pression normale mais vers 263 à 265 °C à pression réduite (17 mmHg). Une solution aqueuse de chlorure de fer(III) forme une couleur bleu-violet intense au contact de l'acétovanillone.
Structurellement proche de la vanilline, elle fait partie des vanilloïdes. Si la vanilline synthétisée à partir de la lignine  possède un arôme plus intense que la vanilline synthétisée à partir du gaïacol, c'est du fait de la présence d'acétovanillone, impureté produite par la première méthode mais pas la seconde.

## Isomères
L'isoacétovanillone (3-hydroxy-4-méthoxyacétophenone) diffère de l'acétovanillone de par la position relative des groupes méthoxyle et hydroxyle, les deux ayant leurs positions inversées. Cette différence est analogue à celle entre la vanilline et l'isovanilline.
L'orthoacétovanillone (2-hydroxy-3-méthoxyacétophénone)  diffère de l'acétovanillone par la position du groupe hydroxyle : celui-ci se trouve en position 2, entre les deux autres substituants, en position ortho du groupe acétyle, alors qu'il est en position para dans l'acétovanillone. Encore une fois, cette différence est analogue à celle entre la vanilline et l'orthovanilline.

Isoacétovanillone
Acétovanillone
Orthoacétovanillone

## Pharmacologie

### Mode d'action
Les études pharmacologiques sur l'apocynine se basent sur le fait qu'elle serait un inhibiteur sélectif de la NADPH oxydase, une enzyme catalysant l'oxydation du NADPH par le dioxygène (O2), qui est lui réduit en superoxyde (O2–•), un dérivé réactif de l'oxygène (« radical libre »). Ce composé produit naturellement par la plupart des organismes est notamment utilisé par le système immunitaire pour tuer des bactéries ou des champignons. L'apocynine serait un inhibiteur de cette production chez les leucocytes ou les granulocytes neutrophiles, sans empêcher cependant d'autres fonctions de défense des granulocytes comme la phagocytose.
L'apocynine a été utilisée pour déterminer si l'activation ionique due à un flux de proton à travers la membrane de cellules de médullaire rénale était couplée à la production de superoxyde par la NAPDH oxydase. Il a été observé que l'apocynine injectée dans les cellules avait bloqué complètement la production de superoxyde, ce qui a permis de déterminer que le flux sortant de protons était responsable de l'activation de la NADPH oxydase.
Le mécanisme d'action de l'apocynine n'est cependant pas encore compris. Dans les études expérimentales, il a été observé que l'apocynine se dimérise pour former la diapocynine qui semble avoir un effet bénéfique en réduisant la présence des dérivés réactifs de l'oxygène, avec des propriétés anti-inflammatoires, mais il n'a toujours pas été montré qu'elle pourrait être une molécule biologiquement utile .

### Applications thérapeutiques
De nombreuses études ont été menées depuis les années 1990 sur l'apocyine afin de lui déterminer des applications thérapeutiques. On peut notamment citer :
- anti-arthritique : les neutrophiles sont l'élément-clé dans la pathogenèse de l'arthrite induite par le collagène (en) et dans le mécanisme provoquant le début d'inflammation des articulations. L'action de l'apocynine sur ces cellules a été étudiée, mais si elle réduit leur présence avant inflammation, elle n'a aucun effet si l'inflammation est déjà présente[27] ;
- maladies intestinales[28] ;
- anti-asthmatique[29] ;
- athérosclérose[29] ;

Elle a également fait l'objet de quelques essais cliniques,, mais il n'existe à l'heure actuelle, aucun traitement reconnu à base d'apocynine.